# Kelly Gale
Kelly Olivia Gale, née le 14 mai 1995, est un modèle suédo-australien d’origine indienne et australienne. Kelly est mondialement connue pour son travail pour Victoria's Secret, Sports Illustrated Swimsuit Issue et Playboy, ainsi que pour son clip vidéo de Duele el Corazón d’Enrique Iglesias.

## Biographie

### Jeunesse
Kelly Gale est née et a grandi à Göteborg en Suède. Elle a également vécu au Ghana pendant quatre ans et en Australie. Sa mère, Gita (qui est dentiste et ancienne pilote) 
, est née à Pune, en Inde et a été adoptée par une famille suédoise à l'âge de 5 ans,. Son père, Jeff, est photographe et ancien footballeur de Tatura dans l’État de Victoria en Australie,. Kelly Gale a deux frères plus jeunes.
Kelly Gale pratique le sport depuis son plus jeune âge. Elle a joué au football au club Näsets SK à Göteborg et au tennis depuis qu'elle avait sept ans. Elle a été scolarisée dans les établissements scolaires Näsetskolan et Göteborgs Högre Samskola.
À 13 ans, elle a été découverte par un agent à l'extérieur d'un café à Göteborg. Initialement, les parents de Kelly Gale étaient opposés à ce qu'elle travaille comme mannequin, mais elle a finalement commencé un an plus tard. Un de ses premiers emplois de mannequin a été pour H&M.

### Carrière
Le premier grand défilé de mode de Kelly Gale a été Chanel en 2012.
L'année suivante, elle a été choisie pour participer au Victoria's Secret Fashion Show pour la première fois, elle a depuis participé au défilé en 2014, 2016, 2017 et 2018.
Kelly Gale est apparue dans les publicités et les catalogues de H&M et H-I-G-H. Elle a défilé pour Azzedine Alaia, Chanel, Monique Lhuillier, Tommy Hilfiger, Band of Outsiders, Narciso Rodriguez, Badgley Mischka, Vivienne Tam, Ralph Lauren, Christopher Kane, Reem Acra, Tom Ford, Jean Paul Gaultier, John Galliano, Academy of Arts, Diane von Fürstenberg, Nanette Lepore, L'Wren Scott, Thomas Tait, Houghton, Rag & Bone et Victoria's Secret.
Elle a été en couverture de French Revue des Modes et sur des éditoriaux de Teen Vogue, Vogue Italia, Elle, Vogue India et Lucky.
En 2016, Kelly Gale a été la Playmate du mois de septembre du magazine Playboy,.
Kelly Gale mène une vie saine, en accordant une attention particulière au type de nourriture qu'elle mange. Elle s'entraîne pendant 2 à 3 heures chaque jour et accélère le rythme dans les semaines précédant le défilé de mode de Victoria's Secret. Son régime de conditionnement physique comprend la marche rapide, le jogging, la boxe et le yoga.

### Vie privée
Kelly Gale a vécu une longue relation avec un chef d'entreprise suédois, Johannes Jarl. Début 2019, elle est en couple et vit avec l'acteur suédois Joel Kinnaman. En janvier 2021, elle annonce ses fiançailles avec l’acteur suédois à Hawaï. En septembre 2024, ils se marient lors d'une cérémonie privée dans le désert du Nevada.

## Filmographie

### Cinema
- 2023 : Mayday (Plane) de Jean-François Richet : Katie
- 2024 : Uglies de McG : Sage
- 2025 : Deep Water de Renny Harlin

### Clip
- 2016 : Duele el Corazón (en) de Enrique Iglesias